# Todirel, Iași
Todirel este un sat în comuna Bârnova din județul Iași, Moldova, România.